# واکنش زنجیره‌ای

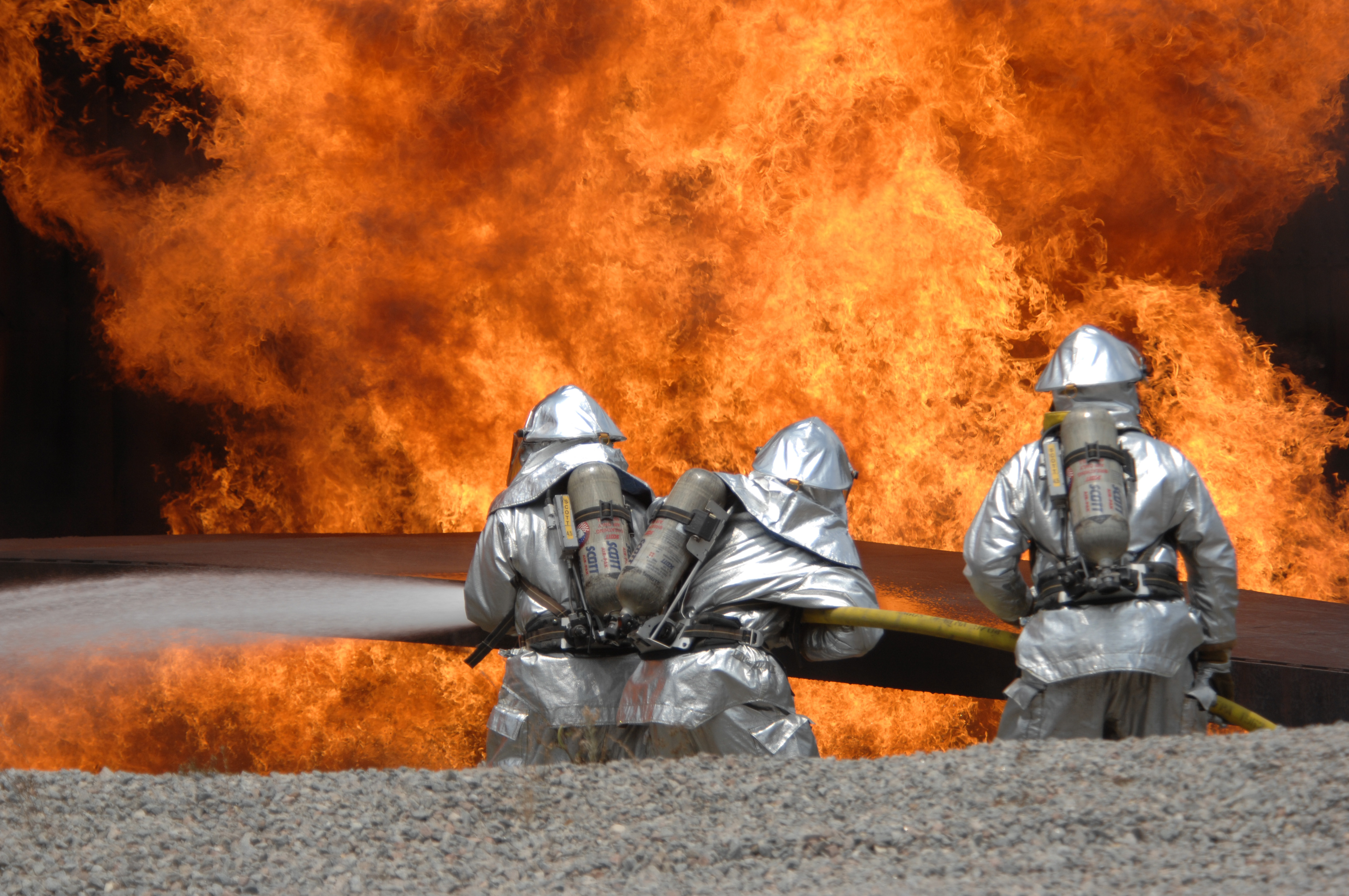
واکنش‌های زنجیره‌ای در گسترش آتش‌سوزی‌ها

واکنش زنجیره‌ای (به انگلیسی: a chain reaction)، دنباله‌ای از واکنش‌های پی‌رفتی (متوالی) است که یک عامل واکنشی (انفعالی) یا محصول جانبی آن، باعث وقوع واکنش‌های اضافی می‌شود. در یک واکنش زنجیره‌ای پی‌آمد مثبت هر واکنش می‌تواند نیرومندتر گردانیدن پی‌آمد واکنش پیشین باشد.

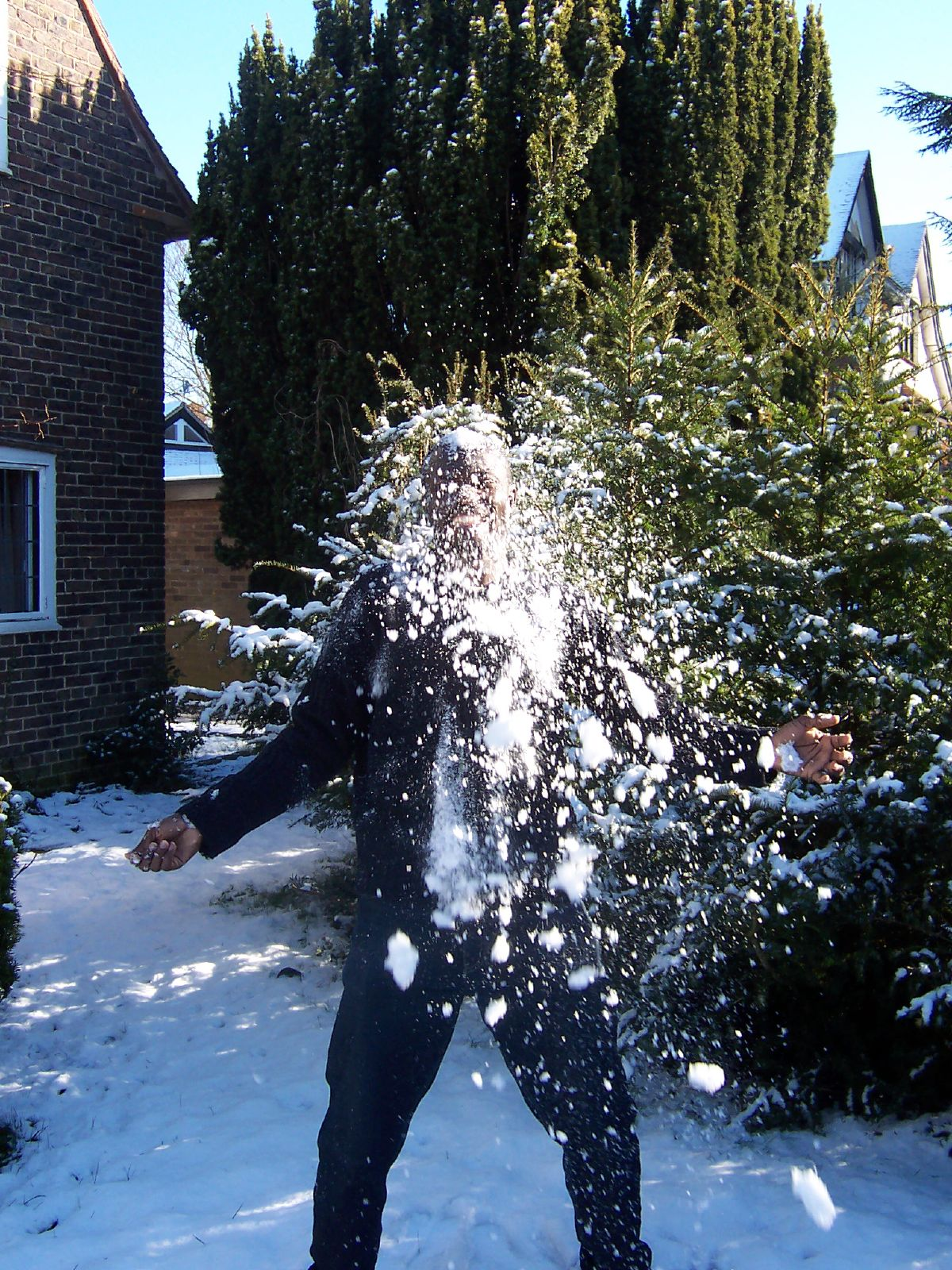
واکنش‌ها

واکنش‌های زنجیره‌ای یکی از روش‌ها برای رسیدن به حالت آنتروپی بالاتر با آزادسازی انرژی یا افزایش آنتروپی، برای سیستم‌هایی که در تعادل ترمودینامیکی نیستند است. به عنوان مثال، ممکن است که یک سیستم نتواند با انتشار انرژی در محیط به حالت انرژی کمتری برسد، زیرا از آن جلوگیری شده، یا از طی مسیری که از آن آزاد شدن انرژی میسر می‌شود به طریقی بازمانده. در ایجا اگر یک واکنش منجر به آزاد شدن انرژی کمی شود، باعث آزاد شدن انرژی بیشتر در یک زنجیرهٔ در حال انبساط شود، سیستم معمولاً به‌طور انفجاری فرو می‌ریزد٬ تا زمانی که مقدار زیادی از انرژی ذخیره شده آزاد شود.
استعارهٔ بسیار آشنا برای واکنش‌های زنجیره‌ای نتیجهٔ راه افتادن یک گلولهٔ برفی است  که گلولهٔ برفی بزرگتری را باعث می‌شود تا اینکه سرانجام بهمن نتیجه می‌شود ("اثر گلوله برفی"). این نتیجهٔ انرژی پتانسیل جاذبهٔ ذخیره شده‌است که به دنبال مسیری برای آزاد شدن و غلبه بر اصطکاک است. از نظر شیمیایی، معادل بهمن برف جرقه‌ای است که باعث آتش‌سوزی در جنگل می‌شود. در فیزیک هسته‌ای، یک نوترون سرگردان می‌تواند منجر به یک رویداد بحرانی سریع شود، که ممکن است سرانجام برای ذوب شدن راکتور هسته‌ای یا (در یک بمب) انفجار هسته‌ای به اندازهٔ کافی انرژی داشته باشد.
واکنش‌های زنجیره‌ای متعددی را می‌توان با یک مدل ریاضی بر اساس زنجیره‌های مارکوف نشان داد.